# Gentelles
Gentelles település Franciaországban, Somme megyében. Lakosainak száma 633 fő (2022. január 1.). Gentelles Berteaucourt-lès-Thennes, Blangy-Tronville, Boves, Cachy, Domart-sur-la-Luce és Thézy-Glimont községekkel határos.

## Népesség
A település népességének változása:
| Lakosok száma | 570  | 609  | 633  | 640  | 646  | 652  | 646  | 639  | 633  |
|               | 2013 | 2015 | 2016 | 2017 | 2018 | 2019 | 2020 | 2021 | 2022 |